# Ellis, Kansas
Ellis là một thành phố thuộc quận Ellis, tiểu bang Kansas, Hoa Kỳ. Năm 2010, dân số của xã này là 2062 người.

## Dân số
Dân số các năm:
- Năm 2000: 1873 người
- Năm 2010: 2062 người